# Hidaka (district in Wakayama)
Hidaka  (日高郡, Hidaka-gun) is een district van de prefectuur Wakayama in Japan.
In 2005 had het district een geschatte bevolking van 57.682 inwoners en een bevolkingsdichtheid van 88 inwoners per km². De totale oppervlakte bedraagt 655,45 km².

## Gemeenten
- Hidaka
- Hidakagawa
- Inami
- Mihama
- Minabe
- Yura

### Fusies
- Op 1 oktober 2004 fusioneerden  Minabegawa en Minabe tot de nieuwe gemeente Minabe.
- Op 1 mei 2005 fusioneerden Kawabe, Nakatsu en Miyama tot de nieuwe gemeente Hidakagawa.
- Op 1 mei 2005 werden de gemeente Ryujin aangehecht bij de stad Tanabe.

Steden:
Arida · Gobo · Hashimoto · Iwade · Kainan · Kinokawa · Shingu · Tanabe · Wakayama (hoofdstad)

Districten:
Arida · Hidaka · Higashimuro · Ito · Kaiso · Nishimuro
Gemeenten per district